# 高島平三郎

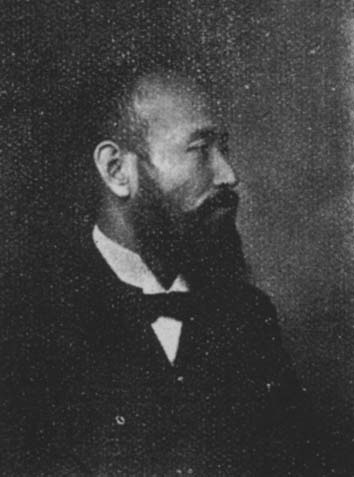
高島平三郎

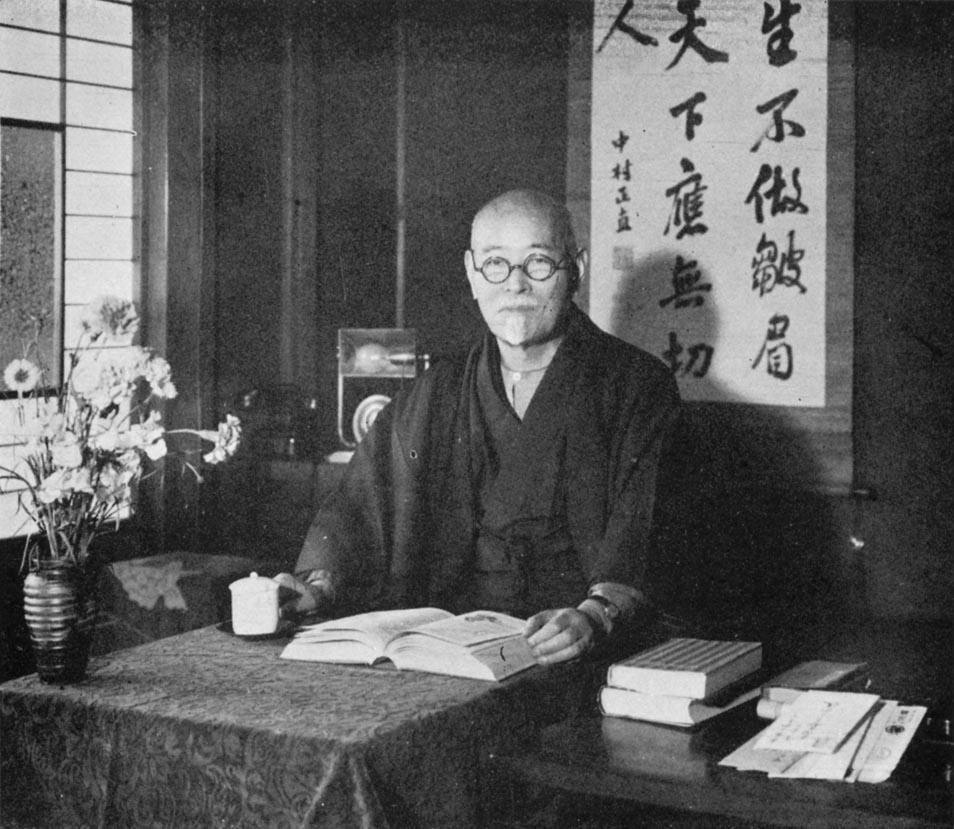
高島平三郎

高島 平三郎（たかしま へいざぶろう、1865年11月18日（慶応元年10月1日） - 1946年2月15日）は、日本の教育者、心理学者、体育学者、社会教育活動家で、東洋大学学長などを務めた。号は蜻州、字は士信。

## 経歴
備後福山藩士であった高島賢斎の三男として、幕末の江戸・西片町の福山藩邸に生まれた。1868年に福山へ移り、1872年に藩校誠之館に学び、1873年には西町上小学校に入学して、1877年に卒業した。
1878年に広島県広島師範学校福山分校に入学し、1880年には15歳で西町上小学校教員となり、さらに1881年以降は神村小学校須江分校、松永小学校、金江町金見小学校を務め、1884年から金江小学校校長を務めた。1887年3月に広島県師範学校訓導・助教に転じたが、同年10月には東京高等師範学校附属小学校教授掛補助となって上京し、1888年から学習院の教員となった。次いで1896年から1898年には長野県師範学校に勤めたが、その後東京に戻っていくつかの教職を経て、1901年11月に日本体育会体操学校（日本体育大学の前身）校長となり、1903年（ないし1897年）に日本女子大学校（日本女子大学の前身）教授となった。この間に、独学で心理学、児童学を学び、西方町・私立女子高等学園校長、立正高等女学校（東京立正中学校・高等学校の前身）校長などを兼務し、さらに日蓮宗大学（立正大学の前身）教授、東洋大学教授を兼ねた。1944年11月から1945年7月まで、東洋大学第13代学長を務めた。。

## 研究内容・業績
児童心理学にもとづいた教育を提唱して、教科書の作成などにも取り組み、体育学の構築に大きく寄与した。

## 受賞・栄典
- 1928年：教育功労者表彰を受け、勲五等瑞宝章を受章した[3]。

## 家族・親族
- 長男：高島文雄は弁護士[6]。文雄の妻は実業家・近藤賢二の次女[6]。
- 孫に弁護士の高島信之（文雄の長男）と小岩井農牧常務や博報堂取締役等を歴任した高島孝之（文雄の次男）がいる[7][8]。信之の妻は元第一生命社長・矢野一郎の次女[7][8]、孝之の妻は元三菱地所取締役・岩崎彦弥太の三女なので[7][8]、高島家は三菱財閥の創業者一族・岩崎家と姻戚関係を持つことになった。